# Нордестина
Нордестина (порт. Nordestina) — муниципалитет в Бразилии, входит в штат Баия. Составная часть мезорегиона Северо-восток штата Баия. Входит в экономико-статистический микрорегион Эуклидис-да-Кунья. Население составляет 13 612 человек на 2006 год. Занимает площадь 470,916 км². Плотность населения — 28,9 чел./км².

## История
Город основан 9 мая 1985 года.

## Статистика
- Валовой внутренний продукт на 2003 год составляет 19 077 564,00 реалов (данные: Бразильский институт географии и статистики).
- Валовой внутренний продукт на душу населения на 2003 год составляет 1492,77 реалов (данные: Бразильский институт географии и статистики).
- Индекс развития человеческого потенциала на 2000 год составляет 0,550 (данные: Программа развития ООН).